# 粟末靺鞨

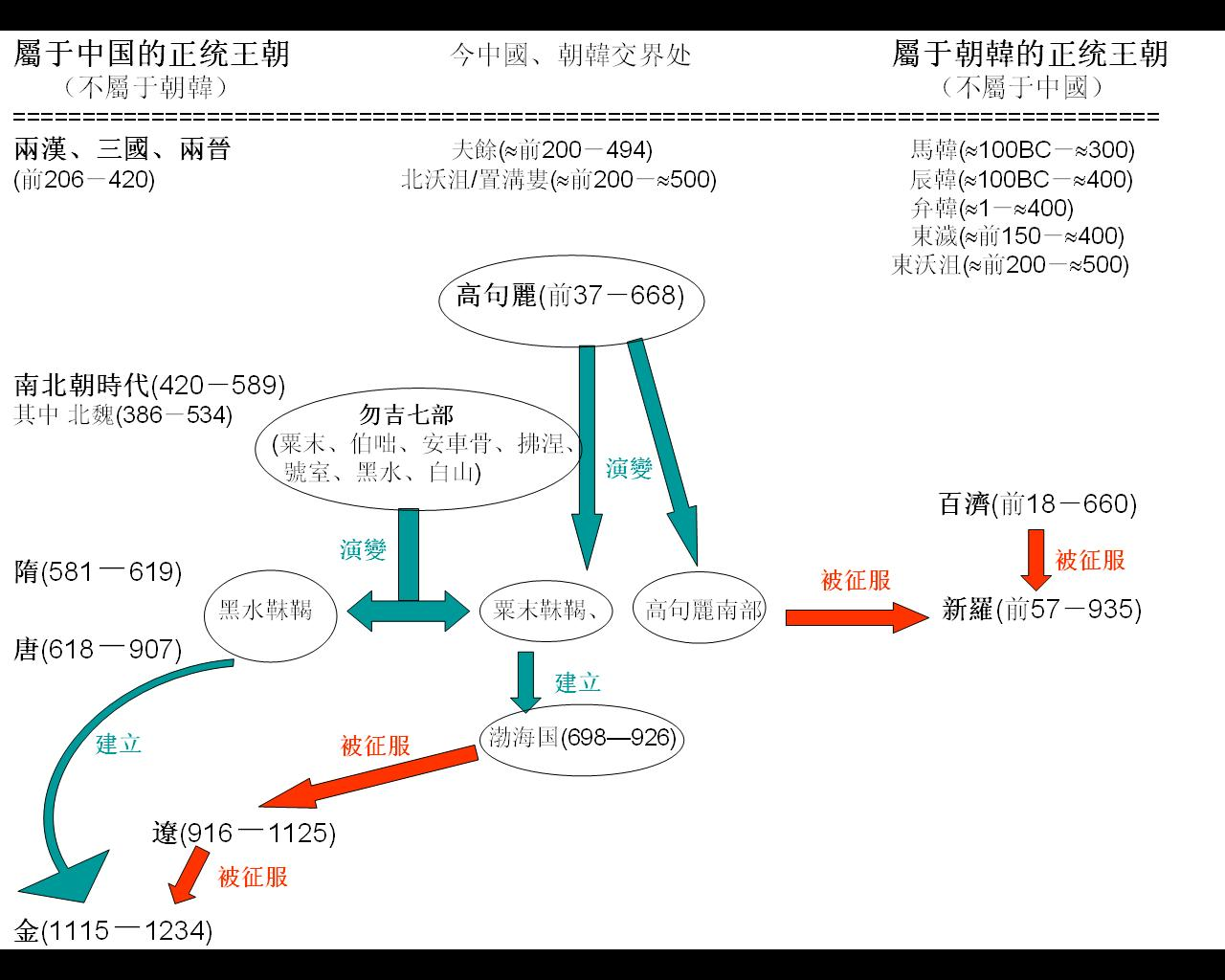
勿吉七部（靺鞨七部）の民族系統。勿吉七部（靺鞨七部）の粟末靺鞨の系統が渤海国に発展し、勿吉七部（靺鞨七部）の黒水靺鞨の系統が金に発展している。

粟末靺鞨（ぞくまつまっかつ）は、中国の隋唐時代に外満洲（現在のロシア沿海州）に存在した農耕漁労民族である靺鞨七部のうちの一部である。粟末の名は『新唐書』靺鞨伝にある粟末水（第二松花江）による。

## 概要
渤海国建国者の大祚栄は高句麗に附いていた粟末靺鞨であり、高句麗が滅ぶと、家族を率いて営州に移り住んだ。
万歳通天元年（696年）、契丹首領の李尽忠、孫万栄が反乱を起こし、営府を攻め落としたため、東突厥可汗の阿史那默啜は周朝に契丹討伐を願い出て、これを大破させた。この時、舎利の乞乞仲象という人物は靺鞨酋長の乞四比羽や、高句麗の残党たちと東へ逃れ、遼水を渡って太白山（白頭山）の東北に割拠した。武則天は初め、乞四比羽を封じて許国公とし、乞乞仲象を震国公としてその罪を赦したが、乞四比羽がその命を受けなかったため、玉鈐衛大将軍の李楷固、中郎将の索仇を遣わしてこれを攻撃させた。乞四比羽と乞乞仲象は斬首され、乞乞仲象の子である大祚栄は余衆を率いて遁走した。李楷固は大祚栄らを追撃したが、大祚栄が高句麗、靺鞨の兵を使って反撃してきたため敗北した。
時に契丹が東突厥に附いて中国～靺鞨間の道を遮断したため、周は再び大祚栄を討伐することができなくなった。大祚栄は乞四比羽の衆を併合し、中国から遠いことを利用して震国を建国。自らを震国王と号して東突厥に臣従した。また、夫余、沃沮、弁韓などの諸国を支配下に置いた。
中宗（在位：683年 - 684年、705年 - 710年）の時代、大祚栄は息子を唐に遣わして入侍した。睿宗の先天中期（712年 - 713年）、唐は大祚栄を拝して左驍衛大将軍・渤海郡王・忽汗州都督とした。この頃より大祚栄は靺鞨の号を使わなくなり、専ら渤海と称すようになる。